# Heinrich Hinsch
Heinrich Hinsch (talvolta indicato come  Hinrich Hinsch o Heinrich Hintz; 1650 – Amburgo, 5 maggio 1712) è stato un librettista tedesco.

## Biografia
Heinrich Hinsch è stato uno dei librettisti più prolifici dell'Oper am Gänsemarkt di Amburgo. A proposito della sua vita si conosce poco. Hinsch probabilmente proveniva da Stade e potrebbe essere nato lì. Studiò teologia ma si dedicò poi alla giurisprudenza. Dove Hinsch abbia studiato non è noto. All'Università di Rostock risultano due iscrizioni: nel giugno 1672, sotto il nome di Henricus Hintze e il 30 aprile 1674 al nome di Henricus Hinze. Dopo aver conseguito un dottorato di laurea in giurisprudenza (che a sua volta è sconosciuto), si stabilì come avvocato ad Amburgo.

## Libretti
- Venus oder Die siegende Liebe; musica di Georg Bronner, [1694 Amburgo]
- Victor, Hertzog der Normannen; musica di Johann Mattheson [1702 Amburgo]
- Der verführte Claudius|Die verdammte Staatsucht, oder Der verführte Claudius; musica di Reinhard Keiser; Amburgo : Spieringk, [1703 Amburgo]
- Der gestürzte und wieder erhöhte Nebukadnezar, König zu Babylon ; musica di Reinhard Keiser; [1703 Amburgo]
- La fedeltá coronata, oder Die gekrönte Treue; musica di Reinhard Keiser [1706 Amburgo]
- Dido, Königin von Carthago; musica di Christoph Graupner, [Amburgo 1707]
- Florindo; musica di Georg Friedrich Händel, [Amburgo 1708]
- Daphne; musica di Georg Friedrich Händel, [Amburgo 1708]
- Lucius Verus oder Die siegende Treue; Musik von Reinhard Keiser; Amburgo : Stromer [1728 Amburgo]